# Alfons Pius de Borbón

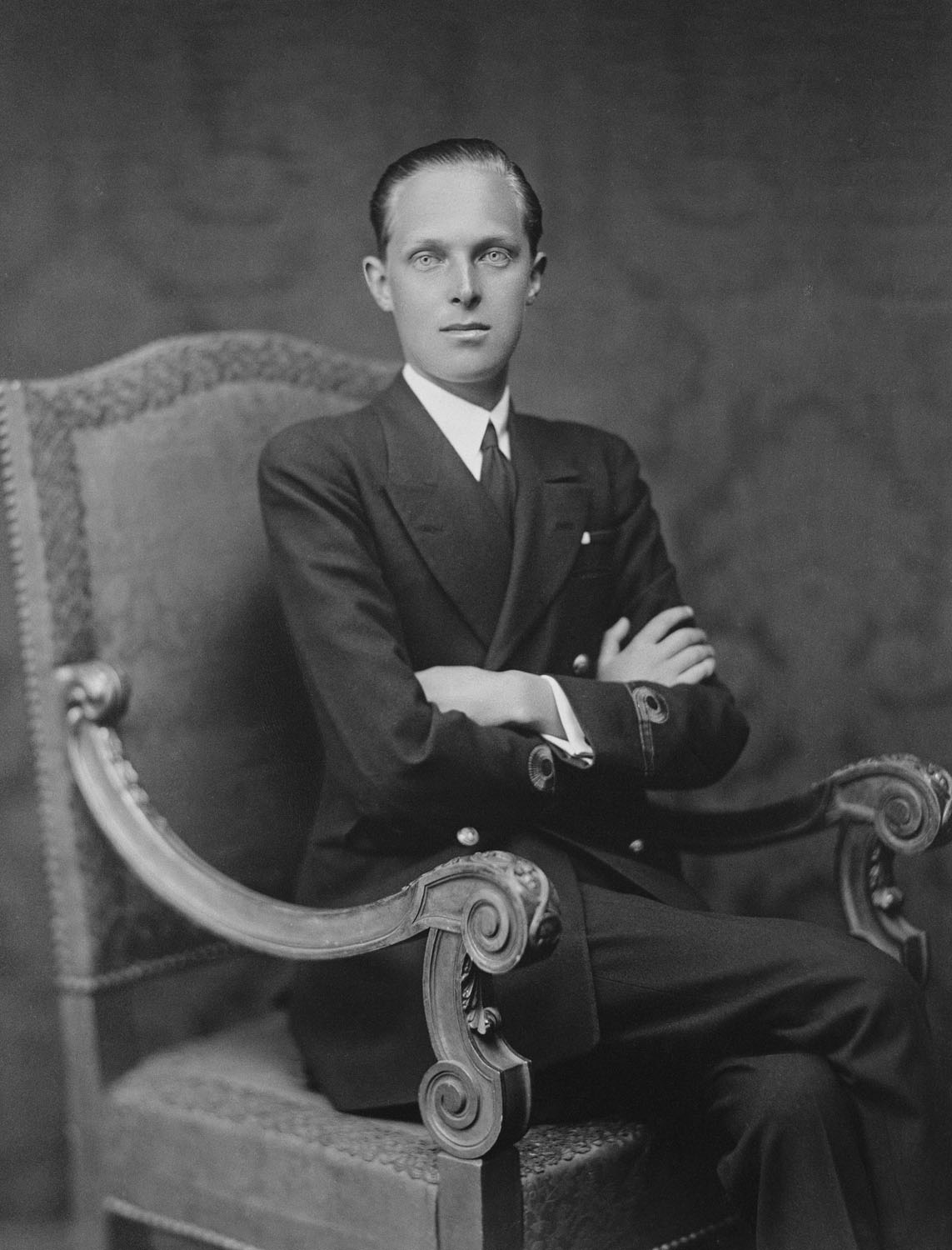
Prinz Alfonso im Jahre 1927

Prinz Alfonso Pío Cristino Eduardo Francisco Guillermo Carlos Enrique Fernando Antonio Venancio de Borbón y Battenberg (* 10. Mai 1907 in Madrid, Spanien; † 6. September 1938 in Miami, Florida, USA) war Infant von Spanien und Fürst von Asturien sowie Graf von Covadonga.

## Leben

Wappen des Fürsten von Asturien

Alfons Pius war der älteste Sohn des spanischen Königs Alfons XIII. und seiner Frau Prinzessin Victoria Eugénie von Battenberg, Tochter des Prinzen Heinrich Moritz von Battenberg und Prinzessin Beatrice von Großbritannien und Irland. Seine Großeltern väterlicherseits waren König Alfons XII. und seine zweite Frau Erzherzogin Maria Christina von Österreich. Alfons Pius und sein jüngerer Bruder Gonzalo Manuel litten an Hämophilie, da ihre Mutter, eine Enkelin der britischen Königin Victoria, Trägerin (Konduktorin) des fehlerhaften Gens war.
Zwei Jahre nach Ausrufung der Spanischen Republik verzichtete Alfons Pius 1933 auf seine Thronrechte, da er die Bürgerliche Edelmira Sampedro-Robato (1906–1994) in Lausanne heiratete. Das Ehepaar trug darauf den Titel eines Grafen bzw. Gräfin von Covadonga. Die Ehe wurde nach nur vier Jahren geschieden. Mit der Kubanerin Marta Ester Rocafort-Altazarra (1913–1993) ging er eine erneute Ehe ein, die nach nur sechs Monaten scheiterte. Kurz bevor er seine erste Ehefrau erneut heiraten konnte, starb er bei einem Autounfall in Miami. Alfons Pius wurde auf dem Woodlawn Cemetery in Miami bestattet; 1985 wurde sein Leichnam zum Real Sitio de San Lorenzo de El Escorial überführt, wo er in der Kapelle 2 des Pantheon der Infanten ruht.

## Ämter und Auszeichnungen
- 1907–1938 Infant von Spanien
- 1907–1933 Fürst von Asturien
- 1933–1938 Graf von Covadonga
- Träger des Orden vom Goldenen Vlies